# 41.º Regimiento Aéreo
El 41.º Regimiento Aéreo (41. Flieger-Regiment) fue una unidad de la Luftwaffe de la Alemania nazi.

## Historia
Fue formado el 16 de agosto de 1942, a partir del 41.º Regimiento de Instrucción Aérea. En octubre de 1942 es redesignado como 4.º Regimiento de Campaña de Instrucción de la Luftwaffe.